# Communio (gezang)
De communio (van het Latijn communio = "gemeenschap") is het gregoriaans gezang dat tijdens het uitreiken van de Heilige Communie gezongen wordt. Het is de laatste van de wisselende gezangen ofwel het proprium van de mis.
Dit was oorspronkelijk, net als de introïtus een zogeheten 'antifonaal gezang'. Dit hield in dat er een wisselzang plaatsvond tussen twee groepen zangers. Verder is dit gezang uniek onder delen van het proprium doordat de muzikale stijl per individuele communio sterk kan verschillen.